# Magic Mike
Magic Mike é uma comédia dramática dirigida por Steven Soderbergh e estrelada por Channing Tatum, Alex Pettyfer, Matthew McConaughey e Matt Bomer nos papéis principais. O filme foi lançado em 29 de junho de 2012 nos Estados Unidos.

## Sinopse
O veterano stripper Magic Mike, interpretado pelo ator Channing Tatum, incumbe-se de ensinar todas as artes da profissão a um aprendiz, The Kid, interpretado por Alex Pettyfer.  Trabalham em um clube de strip chamado Xquisite, de propriedade de um ex-stripper, Dallas, interpretado pelo ator  Matthew McConaughey.

## Elenco
- Channing Tatum como Mike Martingano "Magic Mike"[4]
- Alex Pettyfer como Adam (The Kid)[4]
- Matthew McConaughey como Dallas[3]
- Matt Bomer como Ken[2][5]
- Adam Rodriguez como Tito
- Cody Horn como Brooke[2]
- Joe Manganiello como Richie Bem Dotado[6]
- Olivia Munn como Joanna[6]
- Mircea Monroe como Ken's Girl
- Riley Keough como Zora[7]
- Gabriel Iglesias como DJ[7]
- Wendi McLendon-Covey[7]
- Kevin Nash como Tarzan
- Michael Roark como Ryan

## Produção
O filme é baseado em um roteiro de Reid Carolin, que também é um dos produtores do filme. O projeto foi anunciado em abril de 2011, depois da escolha dos papéis principais, Carolin dispensa o tempo revisando o roteiro. O projeto é cofinanciado por Soderbergh e Tatum. As filmagens começaram na cidade de Tampa na Flórida e em Los Angeles em setembro de 2011 e encerraram-se em outubro. Ele estreou como o filme de encerramento do Festival de Cinema de Los Angeles em 24 de junho de 2012 e foi amplamente divulgado pela Warner Bros em 29 de junho de 2012. O filme recebeu críticas positivas no seu lançamento e foi um sucesso de bilheteria.
A Warner Bros. Pictures adquiriu os direitos de distribuição do filme produzido de forma independente, anunciando sua estreia em 27 de outubro de 2011.

## Recepção
No agregador de críticas dos Estados Unidos, o Rotten Tomatoes, na pontuação onde a equipe do site categoriza as opiniões da  grande mídia e da mídia independente apenas como positivas ou negativas, o filme tem um índice de aprovação de 79% calculado com base em 235 comentários dos críticos. Por comparação, com as mesmas opiniões sendo calculadas usando uma média aritmética ponderada, a nota alcançada é 6.90/10 que é seguida do consenso: "A direção sensível de Magic Mike, o roteiro inteligente e as performances fortes permitem que o público coma seu bolo de carne também."
Em outro agregador de críticas também dos Estados Unidos, o Metacritic, que calcula as notas usando somente uma média aritmética ponderada de determinados veículos de comunicação em maior parte da grande mídia, o filme tem 38 avaliações da imprensa anexadas no site e uma pontuação de 72 entre 100, com a indicação de "revisões geralmente favoráveis".